# Xenolea tomentosa
Xenolea tomentosa là một loài bọ cánh cứng trong họ Cerambycidae.